# Поморов, Александр Адрианович
Алекса́ндр Адриа́нович Помо́ров (22 марта 1931, дер. Михайловка, Западно-Сибирский край, РСФСР, СССР — 28 августа 2006, Томск, Россия) — советский и российский партийный, государственный деятель, первый секретарь Томского обкома КПСС в 1990—1991 гг., депутат Государственной Думы Федерального Собрания Российской Федерации (1995—1999), первый секретарь Томского обкома КПРФ в 2000—2004 гг..

## Биография
Родился в крестьянской семье.
- В 1955 году окончил физико-технический факультет Томского политехнического института[5] с присвоением квалификации «инженер-технолог» и стал работать инженером на Сибирском химическом комбинате в Северске. В 1955—1956 был секретарем комитета ВЛКСМ войсковой части № 58151 Северска[4]. Затем работал первым секретарём горкома ВЛКСМ г. Томск-7 (1955—1960)[5]. Член КПСС с 1954 г.[6]
- 1960—1974 — инженерная и управленческая работа на Сибирском химическом комбинате[5]: старший химик-технолог, начальник цеха завода № 10, заместитель главного инженера заводов № 25 и затем № 10[4].
- 1974—1979 — начальник Управления магистральных нефтепроводов Центральной Сибири (УМНЦС)[5][4].
- 1979—1981 — заместитель заведующего промышленно-транспортным отделом Томского обкома КПСС[5][4]
- 1981—1984 — заведующий отделом химической промышленности Томского обкома КПСС[5][4] (в частности, курировал вопросы строительства и развития ТНХК, работу с СХК).[источник не указан 2544 дня]
- 1984—1985 — посланник в Демократической Республике Афганистан[5][3] в условиях «афганской войны».
- 1985—1990 — секретарь Томского обкома КПСС[5][6];
- 1990—1991 — первый секретарь Томского обкома КПСС[7][8][6][4]; избирался депутатом Томского областного Совета народных депутатов[5]. Член ЦК КПСС[3] в 1990—1991[9]. Будучи членом ЦК КПСС выступал против политики, ведущей к развалу СССР. В период перестройки публично осуждал М. С. Горбачёва за непродуманность реформ[5]. После приостановления деятельности КПСС российскими властями 23 августа 1991 года, Поморов продолжал исполнять свои обязанности, решая вопросы трудоустройства работников обкома[10].
- 1991—1995 — директор „Томского завода пластмасс“[5][6][4]. В 1993 году активно участвует в восстановлении КПРФ вместе с В. И. Зоркальцевым и А. И. Мельниковым[11]. В том же году избран членом ЦК КПРФ[5][4].
- 1994—1995 — депутат Думы Томской области первого созыва[12].
- 1995—1999 — депутат Государственной Думы Федерального Собрания РФ, заместитель председателя Комитета ГД по конверсии и наукоемким технологиям, член фракции КПРФ[6][13].
- С 1996 года до конца жизни — основатель[источник не указан 2544 дня] и председатель правления прокоммунистического Томского регионального отделения общероссийского общественного движения „Народно-патриотический союз России“»[14]
- В 2001 году работал помощником депутата ГД ФС РФ Г. Костина[4].
- С октября 2000 по октябрь 2004 г. — первый секретарь Томского обкома Коммунистической партии РФ[15], главный редактор газеты коммунистов «Томская правда»[4].
- В 2003 году баллотировался на пост губернатора Томской области, выдвигался Томской областной организацией КПРФ[16] и занял второе место, набрав около 12 % голосов избирателей[17][18].
- 6 октября 2004 года Александр Поморов, в ответ на обвинения в связях с фракционной группой (в рядах КПРФ) Тихонова — Потапова, выступил с заявлением, в котором обвинил своих однопартиейцев в предвзятом к нему отношении, осудил создание ВКПБ и заявил о «завершении своего участия в структурах КПРФ». 13 октября состоялось собрание первичного партийного отделения КПРФ, на котором Александр Поморов «за грубейшее нарушение Устава КПРФ, неискренность, неудовлетворительное руководство областной партийной организацией» был исключён из рядов КПРФ. Через 3 дня постановлением обкома Александр Поморов освобождён от обязанностей первого секретаря. Принято к сведению его отрицательное отношение к созданию ВКПБ, поддержано решение первичной партийной организации об исключении Поморова А. А. из рядов КПРФ[19].

Умер в Томске 28 августа 2006 года.
Был женат, имел двух дочерей.

## Награды
- орден Трудового Красного Знамени[5] (1966)"[4]
- два ордена Дружбы Народов[5] (1985[4], 1988)[источник не указан 3315 дней]
- два ордена «Знак Почёта»[5] (1962, 1984)[4]
- награждён также рядом медалей[5] (в том числе — медаль «В ознаменование 100-летия со дня рождения Владимира Ильича Ленина» (1970)[4],; медаль «За освоение недр и развитие нефтегазового комплекса Западной Сибири» (1983)[4]; медаль «Ветеран труда» (1983)[4]; удостоен семи наград Демократической Республики Афганистан[5].

- Звание «Почётный выпускник Томского политехнического университета»[20][неавторитетный источник].

## Литературные и биографические источники
- Борщёва С. Я., Васильева Е. В. Поморов Александр Андрианович // Энциклопедия Томской области. Т.2. — Томск, 2009. — С. 597, фото. Электронный ресурс: vital.lib.tsu.ru.
- Вологдин Е. А. Воспоминания. — Томск, 1997
- Губская, Н. Кредо первого секретаря [Томского] обкома партии А. А. Поморова: «Свои суждения проверять на встречах с коммунистами». // Красное знамя (обл.газета). — Томск, 1990. — 8 июля.
- Поморов, Александр Адрианович // Томск от А до Я: Краткая энциклопедия города. / Под ред. Н. М. Дмитриенко. — 1-е изд. — Томск: Изд-во НТЛ, 2004. — С. 265. — 440 с. — 3000 экз. — ISBN 5-89503-211-7.